# Gymnothorax unicolor
Gymnothorax unicolor là một loài cá lịch biển thuộc chi Cá lịch trần. Loài này được tìm thấy ở phía đông Đại Tây Dương  và Địa Trung Hải. Loài này được Delaroche định danh lần đầu tiên vào năm 1809.

## Phân bố
Chúng được tìm thấy ở Đông Đại Tây Dương (ở bờ biển Bồ Đào Nha, trong tất cả các quần đảo Macaronesia và đảo Ascension) và trên Địa Trung Hải. 